# Morlac
Morlac és un municipi francès, situat al departament de Cher i a la regió de Centre – Vall del Loira. L'any 2007 tenia 345 habitants.

## Demografia

### Població
El 2007 la població de fet de Morlac era de 345 persones. Hi havia 142 famílies, de les quals 32 eren unipersonals (16 homes vivint sols i 16 dones vivint soles), 53 parelles sense fills, 41 parelles amb fills i 16 famílies monoparentals amb fills.
La població ha evolucionat segons el següent gràfic:
Habitants censats

### Habitatges
El 2007 hi havia 235 habitatges, 141 eren l'habitatge principal de la família, 76 eren segones residències i 18 estaven desocupats. 229 eren cases i 6 eren apartaments. Dels 141 habitatges principals, 108 estaven ocupats pels seus propietaris, 23 estaven llogats i ocupats pels llogaters i 9 estaven cedits a títol gratuït; 3 tenien una cambra, 5 en tenien dues, 18 en tenien tres, 48 en tenien quatre i 67 en tenien cinc o més. 83 habitatges disposaven pel capbaix d'una plaça de pàrquing. A 71 habitatges hi havia un automòbil i a 55 n'hi havia dos o més.

### Piràmide de població
La piràmide de població per edats i sexe el 2009 era:
| Homes | Edats   | Dones |
| ----- | ------- | ----- |
| 0     | 95 o +  | 0     |
| 0     | 90 a 94 | 0     |
| 0     | 85 a 89 | 8     |
| 0     | 80 a 84 | 4     |
| 4     | 75 a 79 | 4     |
| 12    | 70 a 74 | 8     |
| 12    | 65 a 69 | 8     |
| 8     | 60 a 64 | 16    |
| 8     | 55 a 59 | 8     |
| 16    | 50 a 54 | 12    |
| 8     | 45 a 49 | 8     |
| 4     | 40 a 44 | 12    |
| 20    | 35 a 39 | 4     |
| 4     | 30 a 34 | 8     |
| 24    | 25 a 29 | 16    |
| 0     | 20 a 24 | 4     |
| 12    | 15 a 19 | 12    |
| 4     | 10 a 14 | 4     |
| 12    | 5 a 9   | 4     |
| 20    | 0 a 4   | 12    |

## Economia
El 2007 la població en edat de treballar era de 216 persones, 164 eren actives i 52 eren inactives. De les 164 persones actives 130 estaven ocupades (74 homes i 56 dones) i 34 estaven aturades (15 homes i 19 dones). De les 52 persones inactives 20 estaven jubilades, 13 estaven estudiant i 19 estaven classificades com a «altres inactius».

### Ingressos
El 2009 a Morlac hi havia 145 unitats fiscals que integraven 318,5 persones, la mediana anual d'ingressos fiscals per persona era de 14.662 €.

### Activitats econòmiques
Dels 9 establiments que hi havia el 2007, 1 era d'una empresa de fabricació d'altres productes industrials, 3 d'empreses de construcció, 1 d'una empresa de comerç i reparació d'automòbils, 2 d'empreses d'hostatgeria i restauració, 1 d'una entitat de l'administració pública i 1 d'una empresa classificada com a «altres activitats de serveis».
Dels 6 establiments de servei als particulars que hi havia el 2009, 1 era un taller de reparació d'automòbils i de material agrícola, 1 paleta, 1 fusteria, 1 electricista, 1 perruqueria i 1 restaurant.
L'any 2000 a Morlac hi havia 17 explotacions agrícoles que ocupaven un total de 1.430 hectàrees.

## Equipaments sanitaris i escolars
El 2009 hi havia una escola elemental integrada dins d'un grup escolar amb les comunes properes formant una escola dispersa.

## Poblacions més properes
El següent diagrama mostra les poblacions més properes.